# Mount Nikolayev
Mount Nikolayev (russisch Гора Николаева Gora Nikolajewa) ist ein 2850 m hoher Berg im ostantarktischen Königin-Maud-Land. Er ragt im Zentrum der Aurdalsegga in der Südlichen Petermannkette des Wohlthatmassivs auf.
Entdeckt und anhand von Luftaufnahmen kartiert wurde er bei der Deutschen Antarktischen Expedition 1938/39 unter der Leitung des Polarforschers Alfred Ritscher. Norwegische Kartographen kartierten ihn erneut anhand Luftaufnahmen und Vermessungen der Dritten Norwegischen Antarktisexpedition (1956–1960). Die Benennung geht auf eine sowjetische Antarktisexpedition der Jahre von 1960 bis 1961 zurück. Namensgeber ist der sowjetische Petrograf Wiktor Arsenjewitsch Nikolajew (1893–1960). Das Advisory Committee on Antarctic Names übertrug die russische Benennung im Jahr 1970 ins Englische.